# Piedicolle (Collazzone)
Piedicolle è una frazione del comune di Collazzone (PG).
Sorge a 324 metri s.l.m. con 127 abitanti. Il paese è facilmente raggiungibile dalla superstrada E45, trovandosi esattamente a metà strada tra i due svincoli di Marsciano e Pantalla.

## Origini del nome
Il nome del paese significa letteralmente "ai piedi del colle" ; ciò potrebbe sembrare un controsenso in quanto il borgo si trova in piena collina: in realtà il colle a cui si fa riferimento è quello di Collazzone, che si trova in una posizione più alta rispetto a Piedicolle, da cui il nome del paese.

## Storia
Il borgo è di origine medioevale; devastato da Niccolò Piccinino nel 1437, venne definitivamente ricostruito da Mariotto da Marsciano, nel 1544. Il paese conserva tuttora il cerchio delle mura medioevali, sebbene col tempo si sia sviluppato al di fuori di esse, soprattutto lungo la via dell'Acquasanta, che congiunge il borgo con la valle del Tevere, dove si è sviluppata la frazione che prende il nome dalla via omonima (Acquasanta, appunto).

## Monumenti e luoghi d'interesse
- Chiesa di San Giacomo Maggiore; costruita a cavallo tra il XVI e il XVII secolo, presentava al suo interno ben cinque altari, ed il maggiore di questi, intitolato a San Giacomo Maggiore, era decorato con una tela rappresentante l'Ascensione, e numerose altre tele di cui oggi si è persa ogni traccia. Ad oggi è infatti presente un solo altare, mentre è ben conservato il bel Fonte Battesimale in pietra scolpita recante la data del 1632.
- Cinta muraria, XVI secolo.
- Chiesa della Madonna dell'Acquasanta; decorata con un interessante affresco di un anonimo della prima metà del XVI secolo, raffigurante la Madonna, il Bambino, San Giovannino, e altri Santi, tra i quali San Sebastiano e San Rocco, il che induce ad ipotizzare che la chiesa sia stata edificata negli anni tra il 1522 e 1529, quando imperversava la peste.

## Manifestazioni
- Torneo di calcetto "San Giacomo Maggiore": svoltosi per la prima volta nel 1981, si disputa nel mese di luglio nel campo del locale circolo ACLI, richiamando squadre da tutta la regione.
- Festa di Sant'Antonio: si celebra il 17 gennaio con la benedizione di tutti gli animali sulla piazza del paese.